# Луар-Отьон
Луар-Отьон (фр. Loire-Authion) — новая коммуна на западе Франции, регион Пеи-де-ла-Луар, департамент Мен и Луара, округ Анже, кантон Анже-7. Расположена в 19 км к востоку от Анже, в 15 км от автомагистрали А87. Южная граница коммуны проходит по правому берегу реки Луара, через центральную часть протекает ее приток Отьон. Рядом с административным центром коммуны находится железнодорожная станция Сен-Матюрен линии Тур–Сен-Назер.
Население (2020) — 16 293 человека.

## История
Коммуна образована 1 января 2016 года путем слияния коммун Андар, Боне, Брень-сюр-л’Отьон, Корне, Ла-Боаль, Ла-Дагеньер и Сен-Матюрен-сюр-Луар. Центром коммуны является Сен-Матюрен-сюр-Луар. От него к новой коммуне перешли почтовый индекс и код INSEE. На картах в качестве координат Луар-Отьон указываются координаты Сен-Матюрен-сюр-Луар.

## Достопримечательности
- Церковь Святого Матюрена 1838 года в стиле неоклассицизма
- Церковь Святого Альбина 1840-х годов в Ла-Боале
- Дом Ecce Homo XV-XVI веков в Сен-Матюрене

## Экономика
Структура занятости населения:
- сельское хозяйство — 18,3 %
- промышленность — 8,7 %
- строительство — 9,3 %
- торговля, транспорт и сфера услуг — 32,7 %
- государственные и муниципальные службы — 31,0 %

Уровень безработицы (2019) — 8,2 % (Франция в целом — 12,9 %, департамент Мен и Луара— 11,9 %). 

Среднегодовой доход на 1 человека, евро (2020) — 23 770 (Франция в целом — 22 400, департамент Мен и Луара — 21 790).

## Администрация
Пост мэра Луар-Отьон с 2020 года занимает Жан-Шарль Проно (Jean-Charles Prono). На муниципальных выборах 2020 года возглавляемый им центристский список победил в 1-м туре, получив 56,04 % голосов.
| Период | Период | Фамилия         | Партия              | Примечания                                                                            |
| ------ | ------ | --------------- | ------------------- | ------------------------------------------------------------------------------------- |
| 2016   | 2020   | Джино Буаморен  |                     | вице-президент сельскохозяйственной палаты региона                                    |
| 2020   |        | Жан-Шарль Проно | Вперёд, Республика! | бывший директор организации социальной помощи EPHAD, бывший мэр Сен-Матюрен-сюр-Луара |

## Знаменитые уроженцы
- Андре Жоне (1911-1988), флейтист и музыкальный педагог (ассоциированная коммуна Корне)

## Галерея
- Церковь Святого Матюрена
- Церковь Святого Альбина
- Дом Ecce Homo
- Вид на Луару в Сен-Матюрене
- Река Отьон в Брень-сюр-л’Отьоне